# Steirerblut
Steirerblut ist ein österreichischer Fernsehfilm von 2014 aus der Landkrimi-Filmreihe des ORF. Regie führte Wolfgang Murnberger, in der Hauptrolle als Inspektorin Sandra Mohr ist Miriam Stein zu sehen. Der Film beruht auf dem gleichnamigen, 2011 erschienenen, Debütroman der Autorin Claudia Rossbacher. Mit den Fortsetzungen Steirerkind (2018), Steirerkreuz (2019), Steirerwut (2020), Steirertod (2021), Steirerrausch (2021), Steirerstern (2022), Steirergeld (2022) und Steirerangst (2023) stellt die (Unter-)Reihe in der Steiermark die längsten zusammenhängenden Episoden der Landkrimis dar.

## Handlung
Die junge Inspektorin Sandra Mohr vom Landeskriminalamt Graz ermittelt gemeinsam mit ihrem Vorgesetzten Bergmann den Mord an der Journalistin Eva Kovacs in dem kleinen Ort St. Anna in der Steiermark. Mohr ist dort aufgewachsen und hatte den Ort im Streit mit ihrer Familie verlassen. Tatverdächtig erscheint zunächst der korrupte Ortsbürgermeister Leitgeb, über den Kovacs gerade recherchiert hatte. Der Ortspolizist Max Leitgeb, Neffe des Bürgermeisters und ehemaliger Freund Mohrs, hintertreibt die Ermittlungen, indem er das Handy und den Laptop des Opfers unterschlägt. Eine DNA-Spur führt nach einer Reihenuntersuchung nur zu einem Leichenschänder. Durch dessen Aussage wird auch Sandras vorbestrafter Bruder Mike zum Verdächtigen, da der Überführte am Tatabend gesehen hat, wie dieser in Begleitung von Eva Kovacs in ihrem Auto weggefahren ist. Max Leitgeb versucht vergeblich, bei Sandra Mohr wieder zu landen und lädt sie dazu zweimal zu sich nach Hause zum Abendessen ein. Dabei erzählt er Mohr vom gefundenen Handy und findet anhand einer Sprachnachricht heraus, dass ihr Bruder unschuldig ist.
Schließlich bleibt nur mehr das Gasthaus „Zur Eiche“, in dem Kovacs wohnte und in dem auch die Ermittler untergebracht sind, als Tatort übrig. Sandra entdeckt das Fehlen eines Pokals in der Gaststube und stellt die Wirtsleute Sonnleitner zur Rede. Schließlich stellt sich heraus, dass die Kellnerin Franzi, Sandras Freundin, die als Jugendliche von ihrem Vater missbraucht wurde, Eva Kovacs aus Eifersucht mit dem Pokal erschlagen hat, nachdem sie diese in flagranti beim Sex mit ihrem Verlobten, dem jungen Wirt des Gasthofs, erwischt hatte. Die Beseitigung der Leiche übernahmen der Wirt und seine Mutter. Vor der Festnahme flüchtet Franzi nach Hause, zieht ihr Hochzeitskleid an und radelt damit zur Kirche, wo sie Mohr alles gesteht.

## Hintergrund

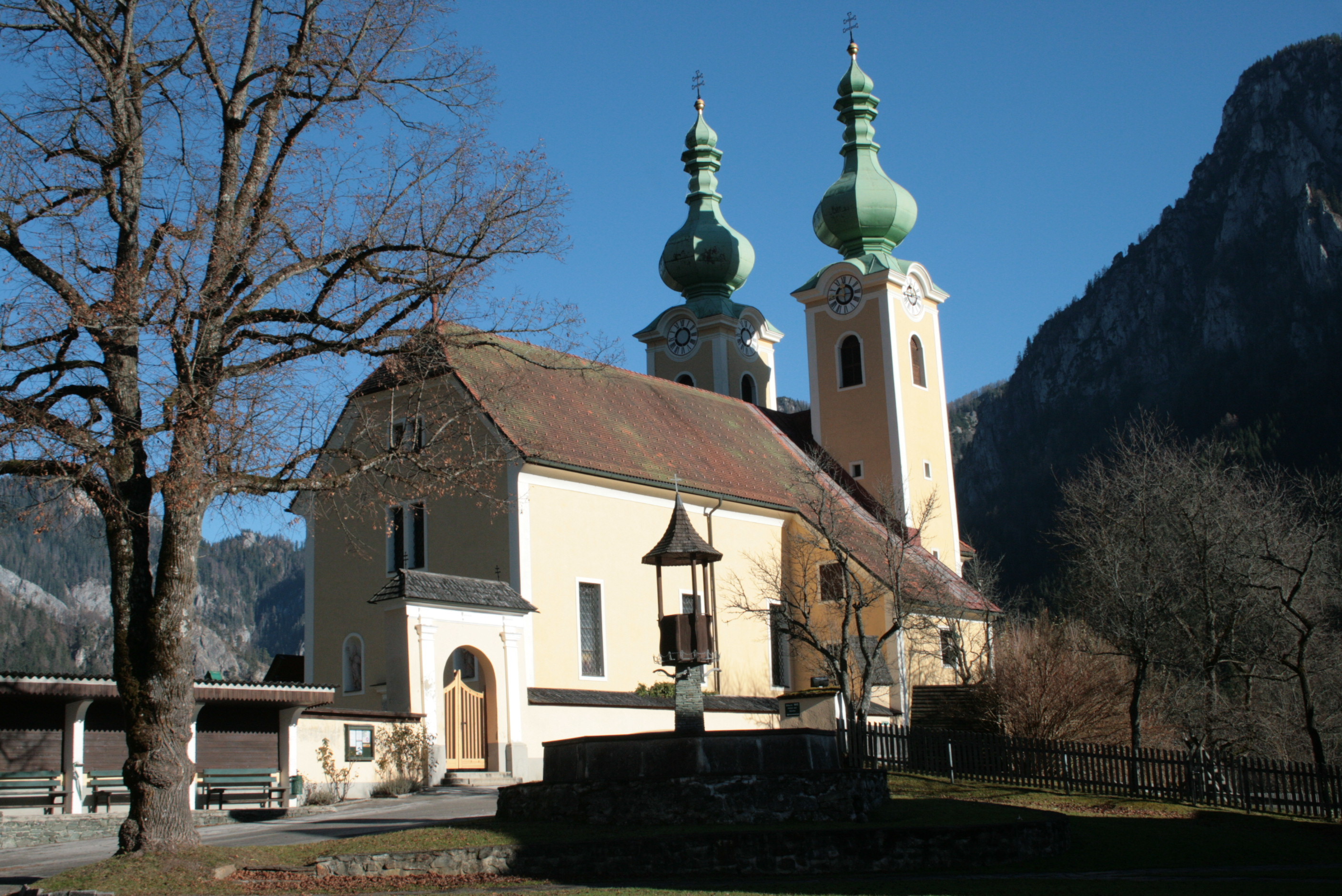
Einer der Drehorte: Die Antoniuskirche in Radmer

Steirerblut wurde 2012 als erster Teil der Landkrimi-Filmreihe des ORF produziert und uraufgeführt und wurde als zweiter Teil der Reihe erstmals am 20. Dezember 2014 auf ORF 1 ausgestrahlt, wo er 638.000 Zuseher erreichte.
Die Erstausstrahlung im Deutschen Fernsehen erfolgte am 11. März 2017 auf Das Erste und erreichte 7,03 Millionen Zuschauer bei einem Marktanteil von 22,6 Prozent.
Gedreht wurde in der Steiermark unter anderem in Graz, Eisenerz, Radmer und am Erzberg.
Eine Fortsetzung mit dem Titel Steirerkind wurde Anfang 2017 gedreht und am 20. Jänner 2018 im ORF ausgestrahlt.

## Kritiken
Die Fernsehzeitschrift TV Spielfilm befand anlässlich der Erstausstrahlung des Films im deutschen Fernsehen, Steirerblut „entpuppt sich als humoristisch erzählte, mit viel schwarzem Humor eingekleidete, vertrackte Provinztragödie“.

„Wie so häufig in Kriminalromanen und –filmen handelt es sich bei dem LKA-Duo Mohr und Bergmann um ein ungleiches Pärchen, das sich zusammenraufen muss, um die Ermittlungen voranzutreiben. Das ist leider nicht sonderlich innovativ, bringt aber den Vorteil mit sich, Charakterbeziehungen durch Reibungspunkte darzustellen. Das Zusammenspiel zwischen junger, idealistischer Polizistin und abgebrühtem, pragmatischem Chefinspektor ist auch durchaus gelungen. (…) Zusätzlich machen manche Charaktere einen überzeichneten Eindruck. (…) Glaubwürdiger Lokalkolorit ist definitiv vorhanden. (…) Zwar gelingt es durchgängig, die Geschichte auf interessantem Level zu halten, die große Spannung will sich aber nur selten einstellen.“